# Campill

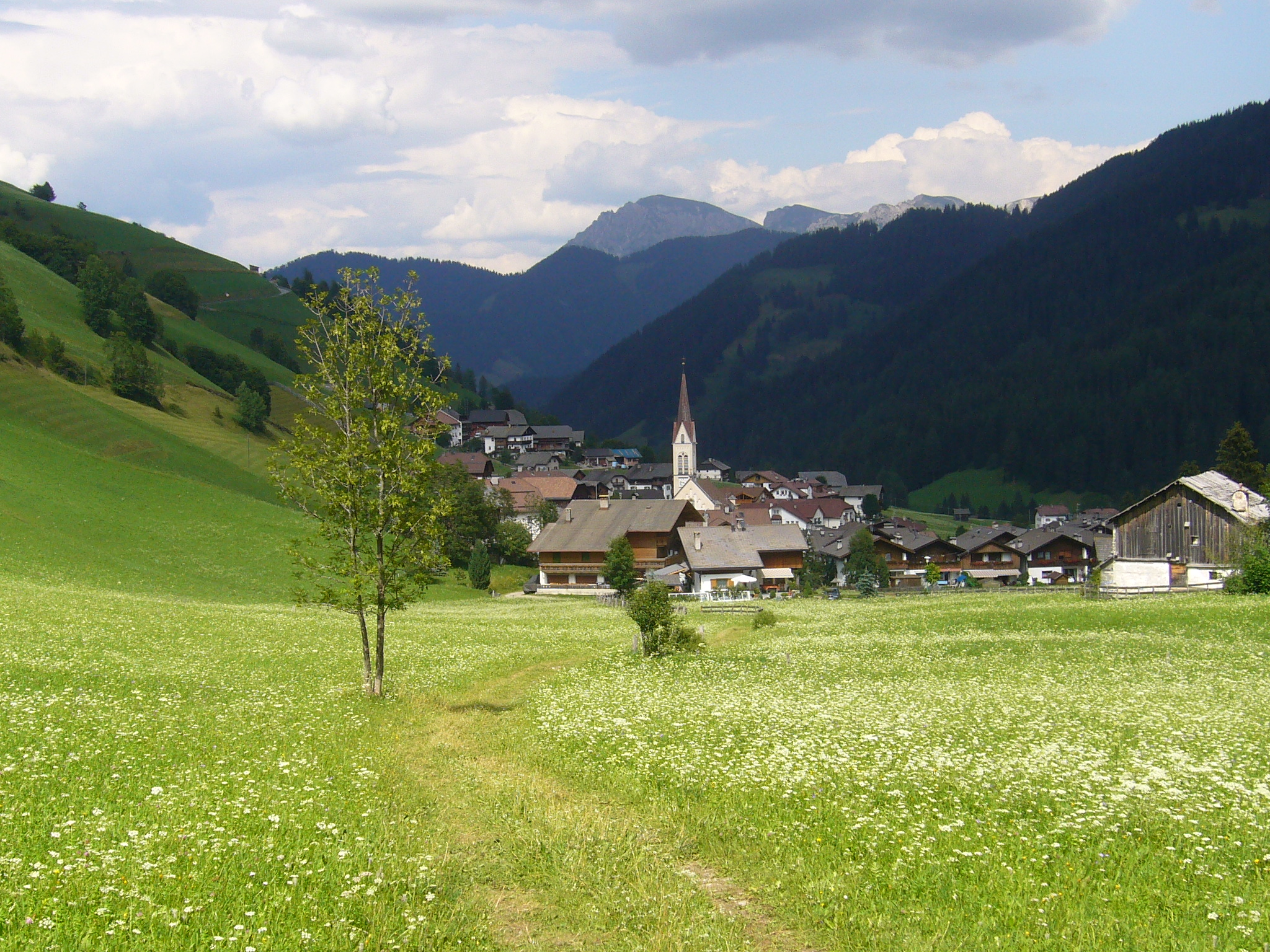
Lungiarü

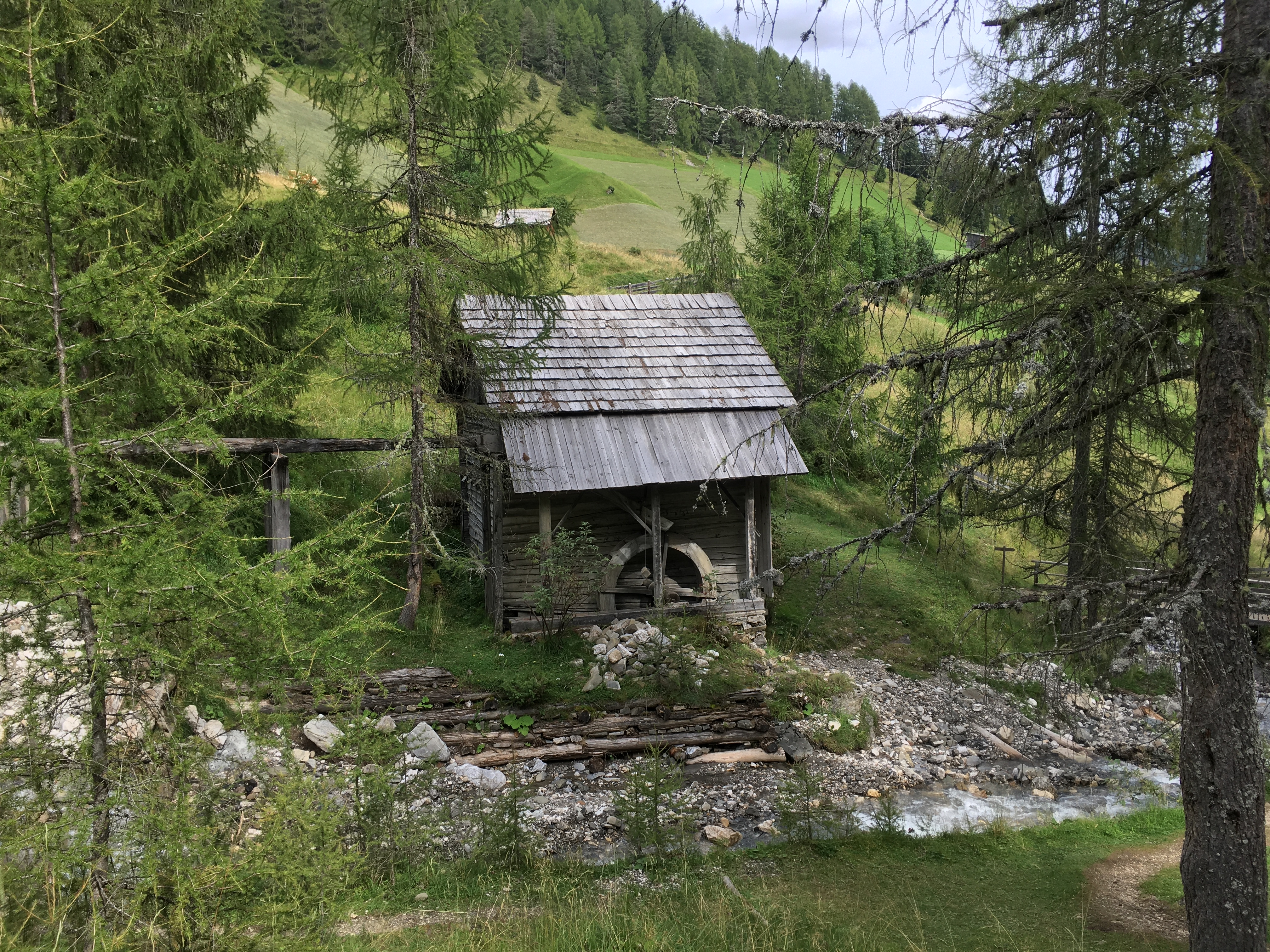
Mühlental 2023

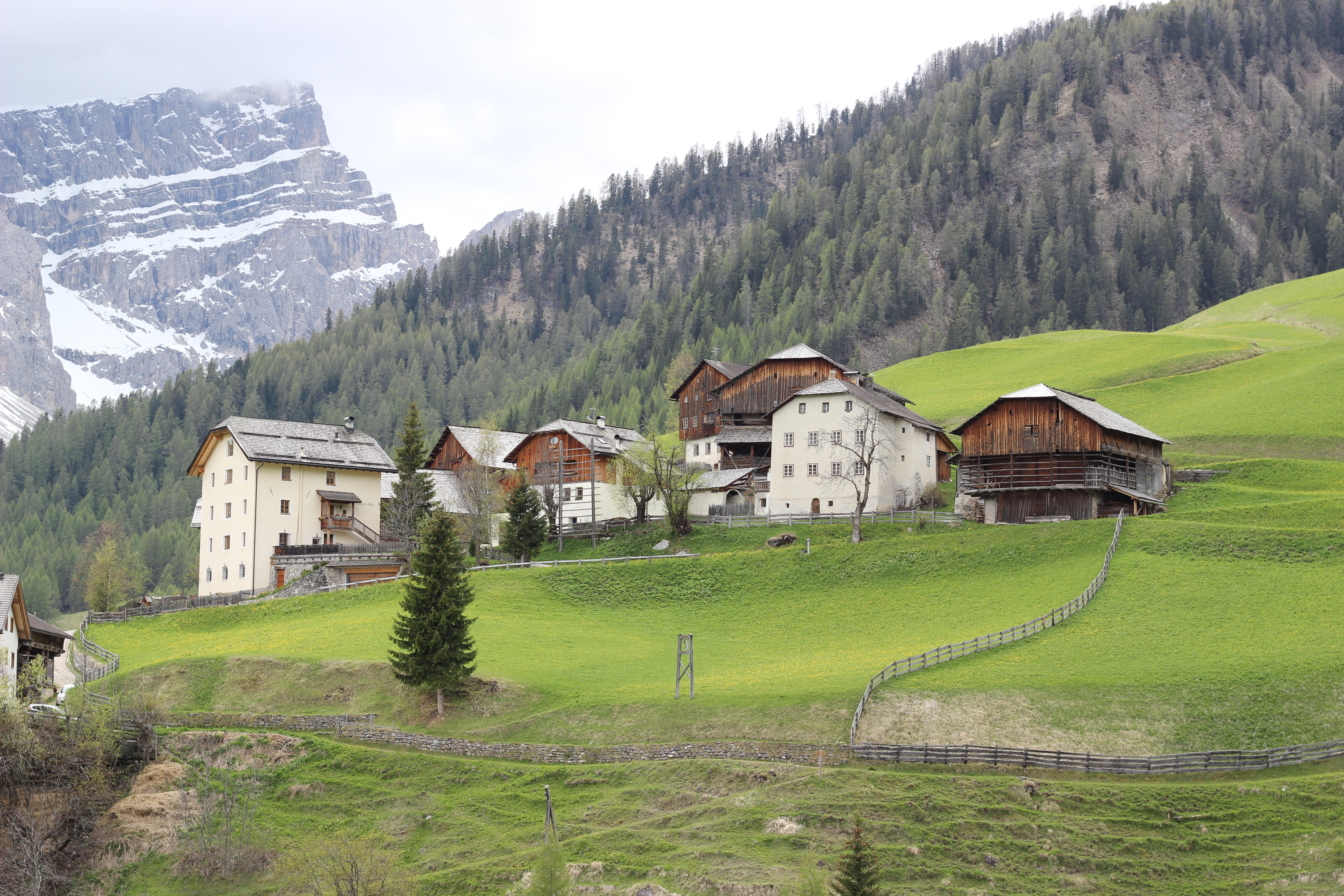
Viles/Weiler Misci 2017

Campill (selten auch Kampill, ladinisch Lungiarü, italienisch Longiarù) ist eine Fraktion der Gemeinde St. Martin in Thurn im Campilltal in Südtirol bzw. Ladinien. Die Fraktion war ursprünglich eine selbstständige Gemeinde, die bis zum Ende des Ersten Weltkriegs zum Gerichtsbezirk Enneberg gehörte. 1928 wurde Campill der Gemeinde St. Martin in Thurn zugeschlagen.
2018 wurde Campill nach Matsch zum zweiten Südtiroler Bergsteigerdorf der internationalen Alpenvereinsinitiative.
In Campill gibt es eine Grundschule für die ladinische Sprachgruppe. 
Das „Mühlental“, ladinisch „Val di Morins“, zwischen den Weilern, ladinisch „Viles“, Seres und Miscì mit einem Ensemble aus ursprünglich acht historischen restaurierten hölzernen Wassermühlen mit Holzkanälen, ist eine Sehenswürdigkeit des Dorfes. Mühlen sind bereits in einer Federzeichnung von 1580 im Bischöfliches Archiv Brixen nachgewiesen. Die älteste stammt aus dem 17. Jahrhundert. Durch einen Murabgang am 17. Juni 2024 wurde eine Mühle weggerissen.

## Söhne und Töchter
- Cassian Dapoz (1874–1946), Maler und Restaurator